# Pezotagasta angolensis
Pezotagasta angolensis är en insektsart som först beskrevs av Rehn, J.A.G. 1953.  Pezotagasta angolensis ingår i släktet Pezotagasta och familjen Pyrgomorphidae. Inga underarter finns listade i Catalogue of Life.